# Sassia melpangi
Sassia melpangi is een slakkensoort uit de familie van de Cymatiidae. De wetenschappelijke naam van de soort werd voor het eerst geldig gepubliceerd in 2007 door Harasewych & Beu.